# Liviu Ionesi
Liviu Ionesi (n. 27 ianuarie 1925, Frătăuții Vechi, Suceava – d. 2006) a fost un geolog român, membru titular (2003) al Academiei Române.
Academicianul Liviu Ionesi a efectuat cercetări asupra flișului extern (pânzele de Audia, Tarcău și Vrancea) din Carpații Orientali și a Sarmațianului, abordând probleme fundamentale de geologie economică. Asupra flișului a adus contribuții paleontologice, lito și biostratigrafice, sedimentologice , tectonice și geochimice, care au contribuit la mai buna cunoaștere a acestor formațiuni. Se remarcă contribuțiile biostratigrafice asupra depozitelor paleogene și miocene inferioare asupra cărora prin asociații fosile inedite (macroforaminifere, bivalve, gasteropode, nannoplancton calcaros), a contribuit la stabilirea limitei din Cretacic și Paleogen și dintre Paleogen și Miocen și la atestarea etajelor Ypresian, Lutețian, Priabonian, Acvitanian și Burdigalian. De asemenea, a relevat aspecte tectonice noi în pânza de Audia (separarea a două digitații) și a raporturilor dintre pânzele de Tarcău și de Vrancea, prin separarea (în ultima) a trei noi semiferestre (Sucevița, Humor și Râșca). În afară de fliș, începând din 1976 s-a ocupat de studiul Sarmațianului din Platforma Moldovenească și Dobrogea de Sud. De asemenea, s-a ocupat și de istoria științelor geologice din România. A inițiat la Iași, studiul bitumolitelor oligocene (roci generatoare de hidrocarburi), foraminiferelor mari și a nannoplanctonului calcaros. Activitatea de cercetare este finalizată în 180 de lucrări publicate, 30 de rapoarte geologice, 2 granturi, la care se adaugă volumele: Flișul Paleogen din bazinul văii Moldovei (1971), Geologia României (1974), Obcinele Bucovinei (1978), Geologia Unităților de platformă și a Orogenului nord-dobrogean (1994) ș.a.

## Premii
- Premiul Universității „Al.I.Cuza”, Iași (1959);
- Premiul Ministerul Învățământului (1962)
- Premiul Academiei Române (1971)

## Distincții
Profesor emeritus (1997), Doctor Honoris Causa al Universității „Ștefan cel Mare” din Suceava. Pentru activitatea desfășurată a fost ales membru al Academiei Române. „Grupul de studii geologice” din cadrul Filialei Iași a Academiei Române (președinte); Societatea Geologică a României, Filiala Iași (președinte și președinte de onoare); Consiliul Național al Geologilor din România (vicepreședinte); Societatea Paleontologilor din România (membru); Societatea Geologică din Republica Moldova (membru); Comisia pentru Ocrotirea Naturii a Academiei Române (membru); Societatea pentru Cultură și Literatură Română în Bucovina (membru) etc.